# Claire Palou
Claire Palou (26 de diciembre de 2001) es una deportista de Francia que compite en atletismo. Ganó una medalla de plata en el Campeonato Europeo de Atletismo Sub-20 de 2019, en la prueba de 3000 m obstáculos.